# Pryborne
Pryborne (biał. Прыбарныя; ros. Приборные) – wieś na Białorusi, w obwodzie mińskim, w rejonie wołożyńskim, w sielsowiecie Wołożyn.
W dwudziestoleciu międzywojennym część wsi Jackowskie Borki, która leżała w Polsce, w województwie nowogródzkim, w powiecie wołożyńskim.